# John E. Douglas
John Edward Douglas (født 1945) er en tidligere specialagent og enhedschef i Federal Bureau of Investigation (FBI). Han var en af de første kriminel profiler og har skrevet bøger om kriminologisk psykologi.